# Hermenegildo de la Vega
Mariano Hermenegildo de la Vega fue un sacerdote católico, parróco en la provincia de Quispicanchi  y político peruano. Fue uno de los principales personajes políticos en el Cusco durante los finales de la época colonial y el inicio de la republicana.
En 1813 fue elector por la provincia de Paruro para elegir ayuntamientos constitucionales, diputados a Cortes y diputaciones provinciales conforme a la organización establecida en la Constitución de Cádiz resultando efectivamente elegido diputado pero sin trasladarse a Cádiz. Sin embargo, durante la Rebelión del Cuzco tuvo una conducta favorable a los insurgentes por lo que fue retirado de su puesto de provisor de la diócesis y encausado por ello.
Hacia 1824 fue rector de la Universidad de San Antonio Abad y en 1825 se tiene constancia que fue el encargado de la cátedra de religión en el Colegio de Ciencias y Artes. Fue uno de los sesenta y cinco diputados electos en 1825 por la Corte Suprema y convocados para aprobar la Constitución Vitalicia del dictador Simón Bolívar. Sin embargo, a pesar de que dicho congreso estuvo convocado, el mismo decidió no asumir ningún tipo de atribuciones y no llegó a entrar en funciones.